# Лігота-Волчинська
Лігота-Волчинська (пол. Ligota Wołczyńska, нім. Konstadt-Ellguth) — село в Польщі, у гміні Волчин Ключборського повіту Опольського воєводства.
Населення — 328 осіб (2011).

## Демографія
Демографічна структура станом на 31 березня 2011 року:
|          | Загалом | Допрацездатний вік | Працездатний вік | Постпрацездатний вік |
| -------- | ------- | ------------------ | ---------------- | -------------------- |
| Чоловіки | 175     | 44                 | 123              | 8                    |
| Жінки    | 153     | 24                 | 95               | 34                   |
| Разом    | 328     | 68                 | 218              | 42                   |